# Waldkirchen
Waldkirchen là thị xã thuộc huyện Freyung-Grafenau nước Đức. Đô thị Waldkirchen có diện tích 80,06 km², dân số thời điểm 31 tháng 12 năm 2006 là 10.516 người.